# (541041) 2018 BW9
(541041) 2018 BW9 es un asteroide perteneciente al cinturón de asteroides descubierto el 26 de septiembre de 2011 por el equipo del Pan-STARRS desde el Observatorio de Haleakala, Hawái, Estados Unidos.

## Designación y nombre
Designado provisionalmente como 2018 BW9.

## Características orbitales
2018 BW9 está situado a una distancia media del Sol de 2,833 ua, pudiendo alejarse hasta 2,903 ua y acercarse hasta 2,764 ua. Su excentricidad es 0,024 y la inclinación orbital 6,267 grados. Emplea 1742,35 días en completar una órbita alrededor del Sol.

## Características físicas
La magnitud absoluta de 2018 BW9 es 16,8. 